# Hollandsk syge
Hollandsk syge er et økonomisk problem et land får når landet som følge af eksport af en naturressourcer har afindustrialiseret mere end det som viser sig at være foreneligt med langsigtet erhvervsliv. Begrebet blev brugt første gang i 1977 i The Economist til at beskrive produktionssektoren i Holland, efter man havde opdaget Groningen gasfelt i 1959.
Fænomenet blev først observeret i Holland i slutningen af 1970'erne efter at have brugt indtægterne fra naturgasforekomsterne som blev udvundet i 1960'erne til en stor ekspansion af den offentlige sektor, hvilket resulterede i en afindustrialisering. Da indtægterne på gasforekomsterne mindskedes i 1970'erne måtte landet igennem en smertefuld omstillingsproces, hvor man genopbyggede produktionssektoren.